# Arnoltov
Arnoltov (německy Arnoldsgrün, též Arnitzgrün) je malá vesnice, část města Březová v okrese Sokolov v Karlovarském kraji. Nachází se asi pět kilometrů jihozápadně od Březové. Je zde evidováno 26 adres. V roce 2011 zde trvale žilo 40 obyvatel. Zhruba 500 metrů jihozápadně od vesnice se nachází židovský hřbitov.
Arnoltov je také název katastrálního území o rozloze 4,86 km². Arnoltov leží i v katastrálním území Studánka u Březové o rozloze 6,12 km².

## Název
V letech 1869–1910 nesla název Arnitzgrün, od roku 1921 se nazývá Arnoltov.

## Historie
První písemná zmínka o vesnici pochází z roku 1360, kdy byla ves leuchtenberským lénem. Ve 14. a 15. století byly majetnické vztahy složité a v jednu dobu vlastnilo části Arnoltova více majitelů. Šlikovský urbář uvádí v roce 1525 více držitelů dvorů. Většinu z nich v té době vlastnili Štampacové. Na počátku 17. století byl držitelem Arnoltova Vilém Winkler z Heimfeldu, kolem roku 1750 koupil ves Jan Václav z Turby, který ji připojil ke Kostelní Bříze. Došlo tak ke spojení panství Arnoltov a Kostelní Břízy a další osudy obou vsí se nadále vyvíjely společně.

### Turbové z Turby
Jan Václav z Turby zemřel 14. ledna 1772, majetek po něm zdědila jeho dcera Clarissa z Turby (provdaná Lamoth). Ta majetky po roce prodala své matce Marii Anně z Turby rozené svobodné paní Rodovské z Hustiřan, která se po dalším roce podruhé provdala za příslušníka rodiny Spiegel.

### Špíglové
Tehdejší majitel svobodný pán (povýšen do panského stavu 8. února 1815) Karl von Spiegel nechal ve vsi postavit velké stavení. Vznikla jednopatrová klasicistní budova a bylo zde zbudováno letní šlechtické sídlo.

### Henneberg-Spiegelové a Auerspergové
Dne 19. srpna 1832 byly majetky prodány svobodnému pánovi Bohumilu Henneberg-Spiegelovi. Bohumil zemřel počátkem roku 1841. Po vzájemné dohodě převzal majetky jeho mladší syn Karel, svobodný pán Henneberg-Spiegel. Jeho manželkou se stala Otýlie svobodná paní Hurmfederová z Oppenweileru, s kterou měl dcerou Marii Henn von Henneberg-Spiegel. Ta se roku 1882 provdala za c.k. plukovníka a svobodného pána Viktora Kopala.
Karel Henneberg-Spiegel vlastnil majetky do 18. prosince 1846, kdy prodal oba majetky, Kostelní Břízu a Arnoltov, své sestře, hraběnce Františce z Auerspergu, rozené svobodné paní Henneberg-Spiegel (manželka Josefa Jáchyma Auersperga). Pro celou oblast měla tato událost velký vliv, jelikož hraběnka mimo tyto majetky vlastnila také velkostatky Lesnou a Hřebeny. Tímto se rodové majetky Auerspergů spojily s místní obcí. Františka majetky vlastnila v letech 1846 až 1872.
Jejím následníkem byl Bohumil (mladší) svobodný pán z Hennebergu-Spiegelu, dosavadní správce jejich majetků a její blízký příbuzný. Bohumil majetek vlastnil v letech 1872 až 1899. Jeho manželkou se stala Arnoštka (Ernestina) svobodná paní Henn von Henneberg-Spiegel, rozená svobodná paní z Kopalů (von Kopal), dcera plukovníka Karla Kopala a Marie Terezie ze Špíglu (von Spiegel).

### Kopalové
Bohumil předal v roce 1899 všechny majetky manželce Arnoštce. Stalo se tak po uzavření odevzdací listiny z 3. května 1901. Arnoštce obec patřila v letech 1899–1915. Po její smrti majetek přešel na jejího blízkého příbuzného, posledního majitele panství, Viktora Brand-Kopala. Statky držel až do roku 1945, v roce 1946 byl nuceně vysídlen do Rakouska. Ve městě Litschau 17. září 1959 zemřel.

## Obyvatelstvo
Při sčítání lidu v roce 1921 zde žilo 350 obyvatel, všichni německé národnosti, kteří se hlásili k římskokatolické církvi.
Obyvatelstvo pracovalo v zemědělství. Na Sokolovsku se ve druhé polovině 19. století se rozmohlo pěstování chmele, který se rovněž pěstoval v okolí Arnoltova. Kvality chmele však nebyla dobrá. Kromě zemědělství pracovali obyvatelé od poloviny 19. století v průmyslových a důlních provozech v okolí. Jednalo se zejména o textilku v Libavském Údolí, hnědouhelné doly u Tisové a Dolního Rychnova či dolnorychnovskou sklárnu. Ve vesnici se nacházela poměrně silné židovská komunita a tehdejší vrchnost povolila Židům nad současnou vesnicí vybudovat židovský hřbitov.
Obyvatelstvo tvořili převážně obyvatelé německé národnosti a velká část mužské populace bojovala v druhé světové válce v německé armádě na mnoha frontách Evropy. Ti, kteří přežili, skončili většinou v zajateckých táborech. Velké množství vojáků se ale k rodinám už nikdy nevrátilo. Německý historik Hugo Theisinger zaznamenal, že během války padlo 35 mužů z Arnoltova.
Po skončení druhé světové války došlo k odsunu německého obyvatelstva, následně ke vzniku nového Vojenského výcvikového prostoru Prameny ve Slavkovském lese. Do vojenského újezdu však byla začleněna jen část Arnoltova a proto nebyl zcela zničen, jako většina okolních obcí.
| Rok                                                                    | 1869 | 1880 | 1890 | 1900 | 1910 | 1921 | 1930 | 1950 | 1961 | 1970 | 1980 | 1991 | 2001 | 2011 | 2021 |
| ---------------------------------------------------------------------- | ---- | ---- | ---- | ---- | ---- | ---- | ---- | ---- | ---- | ---- | ---- | ---- | ---- | ---- | ---- |
| Počet obyvatel                                                         | 346  | 362  | 345  | 358  | 383  | 350  | 398  | 23   | 106  | 81   | 40   | 45   | 53   | 38   | 31   |
| Počet domů                                                             | 56   | 58   | 58   | 57   | 58   | 60   | 63   | -    | -    | 18   | 13   | 18   | 17   | 18   | 18   |
| Počet domů v roce 1950 a 1961 je zahrnut v počtu domů v Kostelní Bříze |      |      |      |      |      |      |      |      |      |      |      |      |      |      |      |

| Rok                                                                    | 1869 | 1880 | 1890 | 1900 | 1910 | 1921 | 1930 | 1950 | 1961 | 1970 | 1980 | 1991 | 2001 | 2011 | 2021 |
| ---------------------------------------------------------------------- | ---- | ---- | ---- | ---- | ---- | ---- | ---- | ---- | ---- | ---- | ---- | ---- | ---- | ---- | ---- |
| Počet obyvatel                                                         | 627  | 642  | 591  | 570  | 605  | 583  | 631  | 41   | 106  | 81   | 40   | 45   | 55   | 40   | 33   |
| Počet domů                                                             | 102  | 106  | 106  | 102  | 101  | 101  | 106  | -    | -    | 18   | 13   | 18   | 18   | 19   | 19   |
| Počet domů v roce 1950 a 1961 je zahrnut v počtu domů v Kostelní Bříze |      |      |      |      |      |      |      |      |      |      |      |      |      |      |      |

## Obecní správa
Při sčítání lidu v roce 1869 Arnoltov byl osadou obce Kostelní Bříza v okrese Falknov. V letech 1880–1930 byl samostatnou obcí v okrese Falknov nad Ohří (v letech 1880–1910 Falknov). V letech 1950–1976 byl opět osadou obce Kostelní Bříza v okrese Sokolov. Od 1. dubna 1976 je částí města Březová v okrese Sokolov.

## Pamětihodnosti
- Zájezdní hostinec Spiegel (čp. 52) – kulturní památka, objekt je v havarijním stavu[19]
- Židovský hřbitov
- Památný strom Lípa v Arnoltově
- Památný strom Bambasův dub
- Památné stromy Javory v Arnoltově